# Bola de Drac Z: La batalla ardent
Bola de Drac Z: La batalla ardent (ドラゴンボールZ 燃えつきろ!!熱戦・烈戦・超激戦 Doragon Boru Zetto: Moetsukiro!! Nessen - Ressen - Chōgekisen, Crema!! Super batalla ferotge, extrema i ardent) és la 11a pel·lícula basada en el manga i anime Bola de Drac, i la 8a de l'etapa Bola de Drac Z, va ser estrenada el 6 de març de 1993 al Japó. Ha estat doblada al català.

## Repartiment
| Personatge     | Actor de vou (Japó) | Doblatge (Catalunya)   |
| -------------- | ------------------- | ---------------------- |
| Son Goku       | Masako Nozawa       | Marc Zanni             |
| Vegeta         | Ryo Horikawa        | Joan Sanz              |
| Trunks         | Takeshi Kusao       | Aleix Estadella        |
| Son Gohan      | Masako Nozawa       | Roser Aldabó           |
| Cor Petit Jr   | Toshio Furukawa     | Raúl Llorens           |
| Broly          | Bin Shimada         | Josep Maria Mas        |
| Paragus        | Iemasa Ieyumi       | Jordi Vila             |
| Kaiosama       | Joji Yanami         | Ferran Llavina         |
| Krilin         | Mayumi Tanaka       | Marta Barbarà          |
| Follet tortuga | Kōhei Miyauchi      | Vicents Manel Domènech |

## Recaptació
Al Japó, la pel·lícula va vendre 3,5 milions d'entrades i va recaptar 2.330 milions de yenes (21 milions d'euros).
Els dies 15 i 17 de setembre de 2018, la pel·lícula va tenir una estrena limitada a les sales de Fathom Events als Estats Units a causa del proper llançament de Dragon Ball Super: Broly (2018). Segons Box Office Mojo, a partir del 19 de setembre de 2018, va obtenir uns ingressos de 658.982$. Això suposa un total brut de 21.658.982 dòlars al Japó i als Estats Units.